# Fantasy-Klasse
Die Fantasy-Klasse ist eine Baureihe von acht Kreuzfahrtschiffen. Sie wurden von 1988 bis 1998 auf der Werft Kværner Masa Yards in Helsinki für die Reederei Carnival Cruise Lines gebaut.

## Planung und Bau
Die Fantasy-Klasse wurde in den späten 1980er Jahren von der finnischen Werft Kvaerner Masa Yards AB und dem Elektrokonzern ABB in Zusammenarbeit mit dem Schiffsarchitekten Joseph Farcus für die amerikanische Reederei Carnival Cruise Lines entwickelt. Merkmale der Fantasy-Klasse sind das gedrungen wirkende Aussehen mit kurzem Bug, voluminösem Rumpf und geradem Heckspiegel sowie die vergleichsweise flachen Aufbauten mit dem reederei-typischen „Whale Tail“-Schornstein. Bis auf wenige Ausnahmen sind die Kabinen im Rumpf untergebracht. Die Schiffe sind mit ca. 70.000 BRZ vermessen und können den Panamakanal befahren.
Die Fantasy-Klasse gilt mit einem Realisierungszeitraum von acht Jahren zu den bisher erfolgreichsten Kreuzfahrtschiff-Entwürfen. Die Schiffe gehören zu den ersten ihrer Art, die mit dieselelektrischen Maschinenanlagen ausgerüstet wurden. Im Zuge der technischen Weiterentwicklung waren die Elation (1998) und die Paradise (1999) die ersten Kreuzfahrtschiffe weltweit, deren Antrieb über Propellergondeln des Typs ABB „Azipod“ erfolgt.

## Modernisierung
Ende 2007 veröffentlichte die Reederei Pläne für das Modernisierungsprogramm „Evolutions of Fun“ mit einem Gesamtvolumen von ca. 250 Mio. US-Dollar. Die Maßnahmen wurden zwischen 2008 und 2010 durchgeführt und umfassten die Neugestaltung des Poolbereichs im Stil eines Freizeitbades („WaterWorks“) auf dem „Lido“-Deck der Schiffe, das unter anderem über eine Wasserrutschbahn, eine Minigolf-Anlage, sowie einen Erholungsbereich verfügt, der ausschließlich für Erwachsene vorgesehen ist („Serenity“). Darüber hinaus wurden Kabinen und öffentliche Bereiche modernisiert (zum Beispiel Ausstattung mit WLAN). Zur Wiedereingliederung in die Flotte wurden die Schiffsnamen um das Präfix Carnival ergänzt.
Zwischen 2008 und 2018 wurden die Carnival Ecstacy (2009), die Carnival Sensation (2008), die Carnival Fascination, die Carvival Elation (2017) und die Carnival Paradise (2018) mit zusätzlichen Balkonkabinen ausgerüstet. Letztere erhielt zudem ein Ducktail.

## Ausmusterung
Im Jahr 2020 verkaufte Carnival zwei Schiffe der Klasse, die Carnival Fantasy und die Carnival Inspiration. Beide Schiffe wurden an Abwrackwerften in Aliağa und erreichten im Juli, beziehungsweise August, die Abwrackwerft.
Zugleich wurden zwei weitere Schiffe der Klasse, die Carnival Fascination und die Carnival Imagination, zunächst langfristig aufgelegt.
Noch im selben Jahr wurden jedoch auch diese beiden Schiffe verkauft. Während die Carnival Imagination im September ebenfalls an eine Abwrackwerft im türkischen Aliağa eintraf, wurde die Carnival Fascination hingegen an Century Harmony Cruise Limited verkauft und in Century Harmony umbenannt. Diese nahm das Schiff jedoch nie in Betrieb. Stattdessen erreichte es im Februar 2022 die Abwrackwerften bei Gadani zwecks Verschrottung.
Im Jahr 2022 gab Carnival den Verkauf von zwei weiteren Schiffen der Klasse, die Carnival Sensation und die Carnival Ecstasy, bekannt. Die Carnival Sensation wurde ebenfalls an eine Abwrackwerft im türkischen Aliağa verkauft, wo sie im April 2022 eintraf. Die Carnival Ecstacy verblieb bis Herbst 2022 im Dienste der Reederei und traf im November in Aliağa ein.

## Übersicht
| Name        | Baunummer | IMO-Nr. | Ablieferung | Vermessung | Eigner                                  | Status/Verbleib                                                                                               |
| ----------- | --------- | ------- | ----------- | ---------- | --------------------------------------- | --- |
| Fantasy     | 479       | 8700773 | Jan. 1990   | 70.367 BRZ | Carnival Corp.                          | Typschiff, 2008: Carnival Fantasy, 2020 Abbruch in Aliağa                                                     |
| Ecstasy     | 480       | 8711344 | April 1991  | 70.526 BRZ | Carnival Cruise Line                    | 2007: Carnival Ecstasy, 2022 Abbruch in Aliağa                                                                |
| Sensation   | 484       | 8711356 | Okt. 1993   | 70.538 BRZ | Carnival Cruise Line                    | 2007: Carnival Sensation, 2022 Abbruch in Aliağa                                                              |
| Fascination | 487       | 9041253 | Juni 1994   | 70.538 BRZ | Century Harmony Cruise Ltd. (seit 2020) | 2007: Carnival Fascination, 2020 aufgelegt, 2020: Century Harmony, 2021: Y Harmony, 2022 in Abbruch in Gadani |
| Imagination | 488       | 9053878 | Juni 1995   | 70.367 BRZ | Carnival Corp.                          | 2007: Carnival Imagination, 2020 zunächst aufgelegt, anschließend Abbruch in Aliağa                           |
| Inspiration | 489       | 9087489 | Feb. 1996   | 70.367 BRZ | Carnival Corp.                          | 2007: Carnival Inspiration, 2020 Abbruch in Aliağa                                                            |
| Elation     | 491       | 9118721 | Feb. 1998   | 71.909 BRZ | Carnival Cruise Line                    | 2007: Carnival Elation, in Dienst, erstes Kreuzfahrtschiff mit Pod-Antrieb                                    |
| Paradise    | 494       | 9120877 | Okt. 1998   | 71.925 BRZ | Carnival Cruise Line                    | 2007: Carnival Paradise, in Dienst, Pod-Antrieb                                                               |

## Galerie

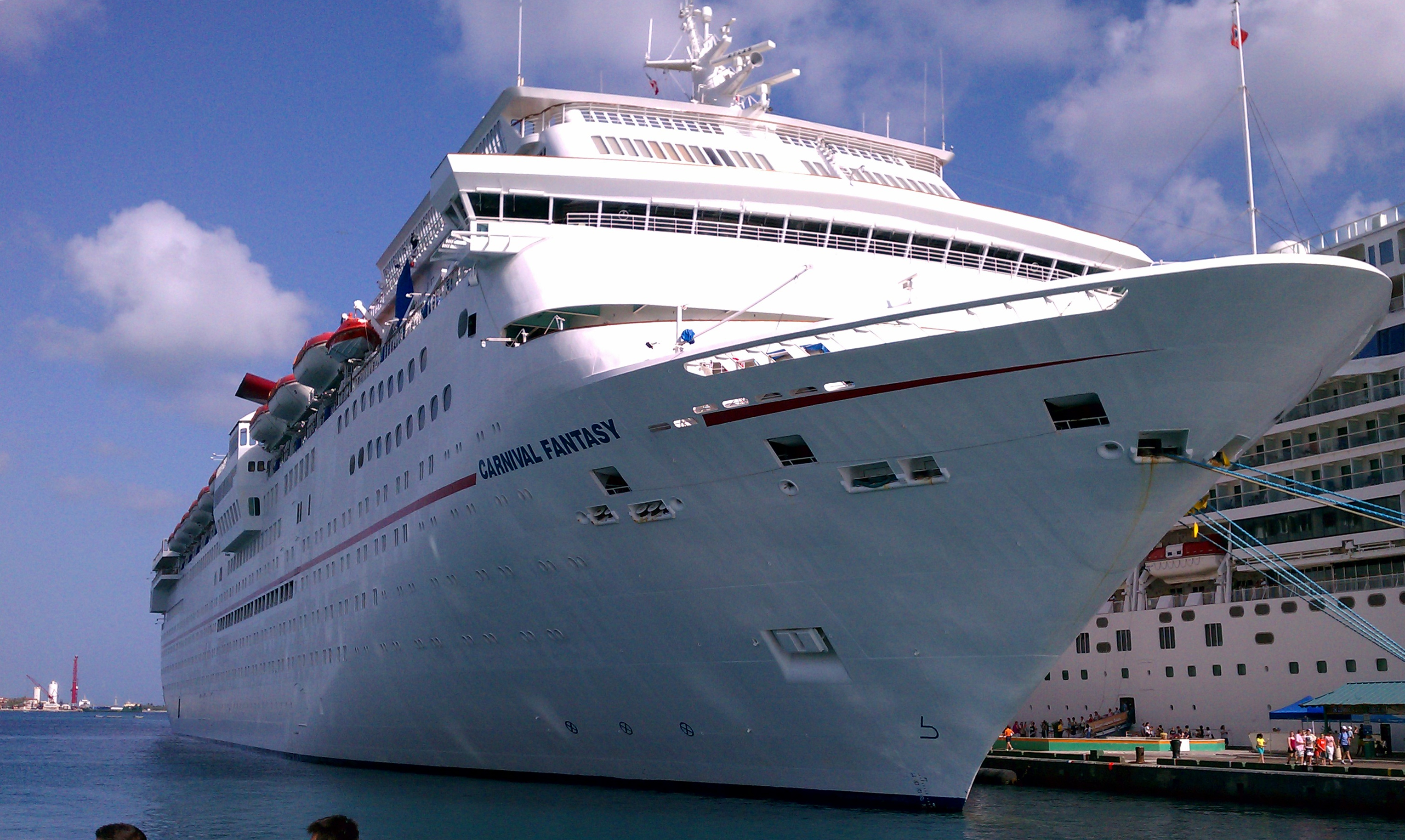
Fantasy hier bereits als Carnival Fantasy
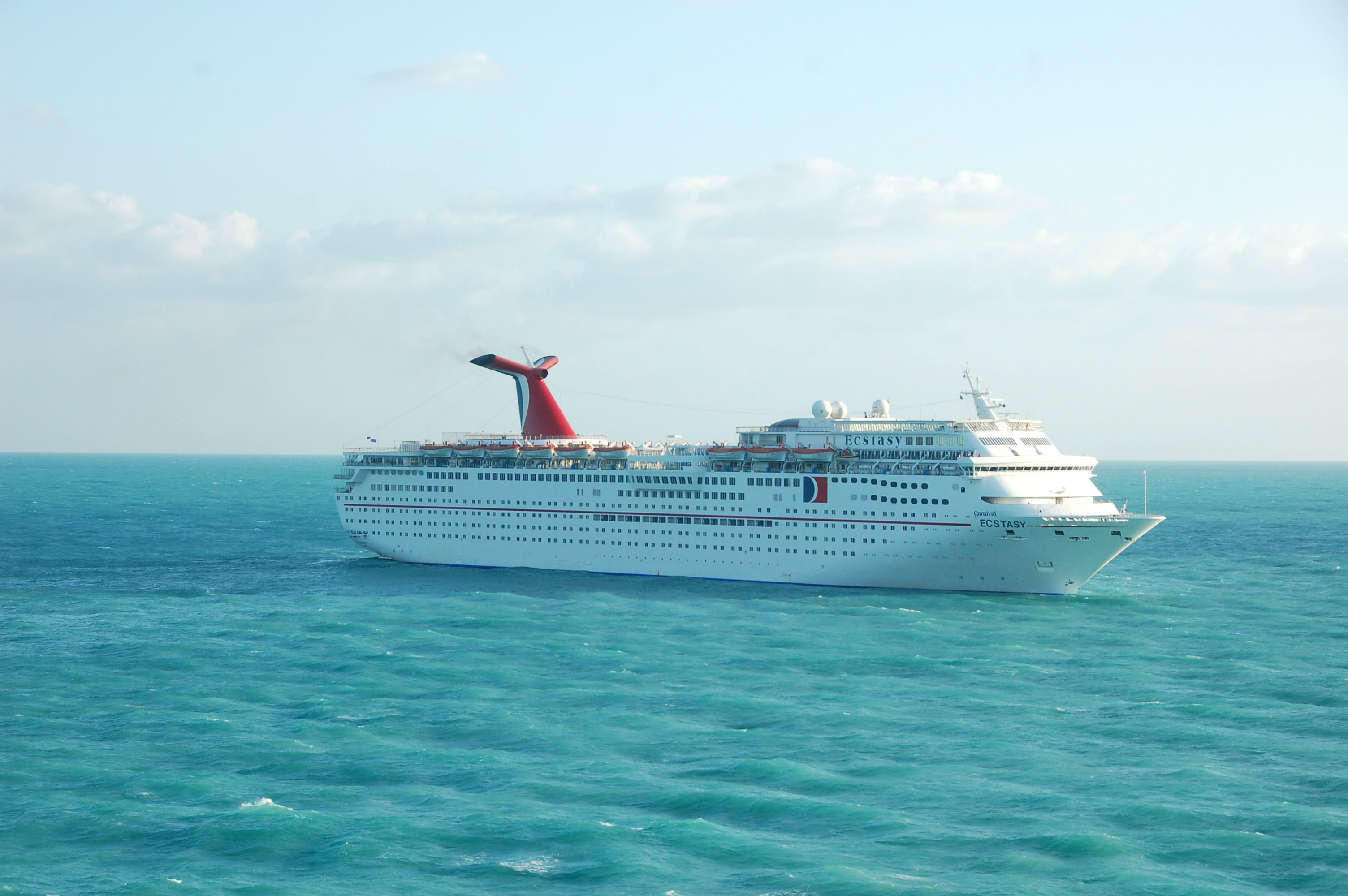
Ecstasy hier bereits als Carnival Ecstasy
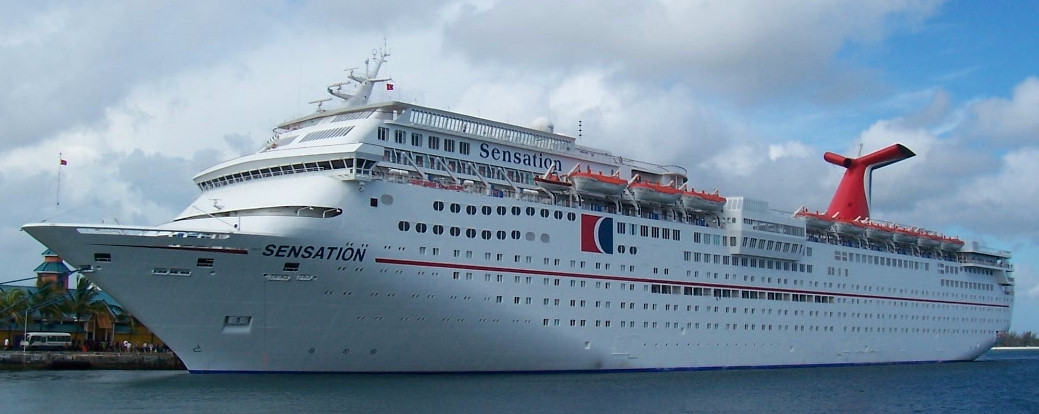
Sensation
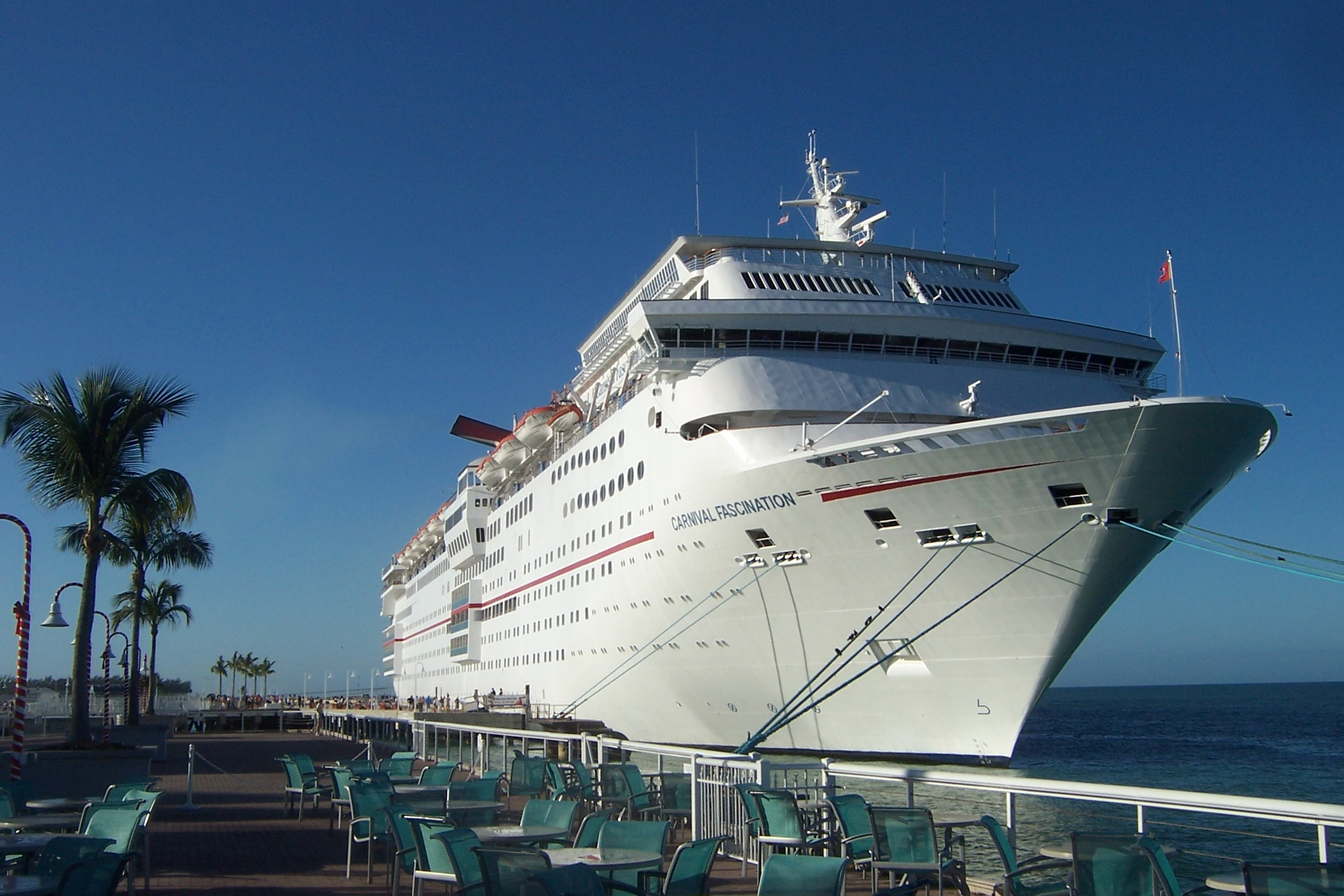
Fascination, hier bereits als Carnival Fascination
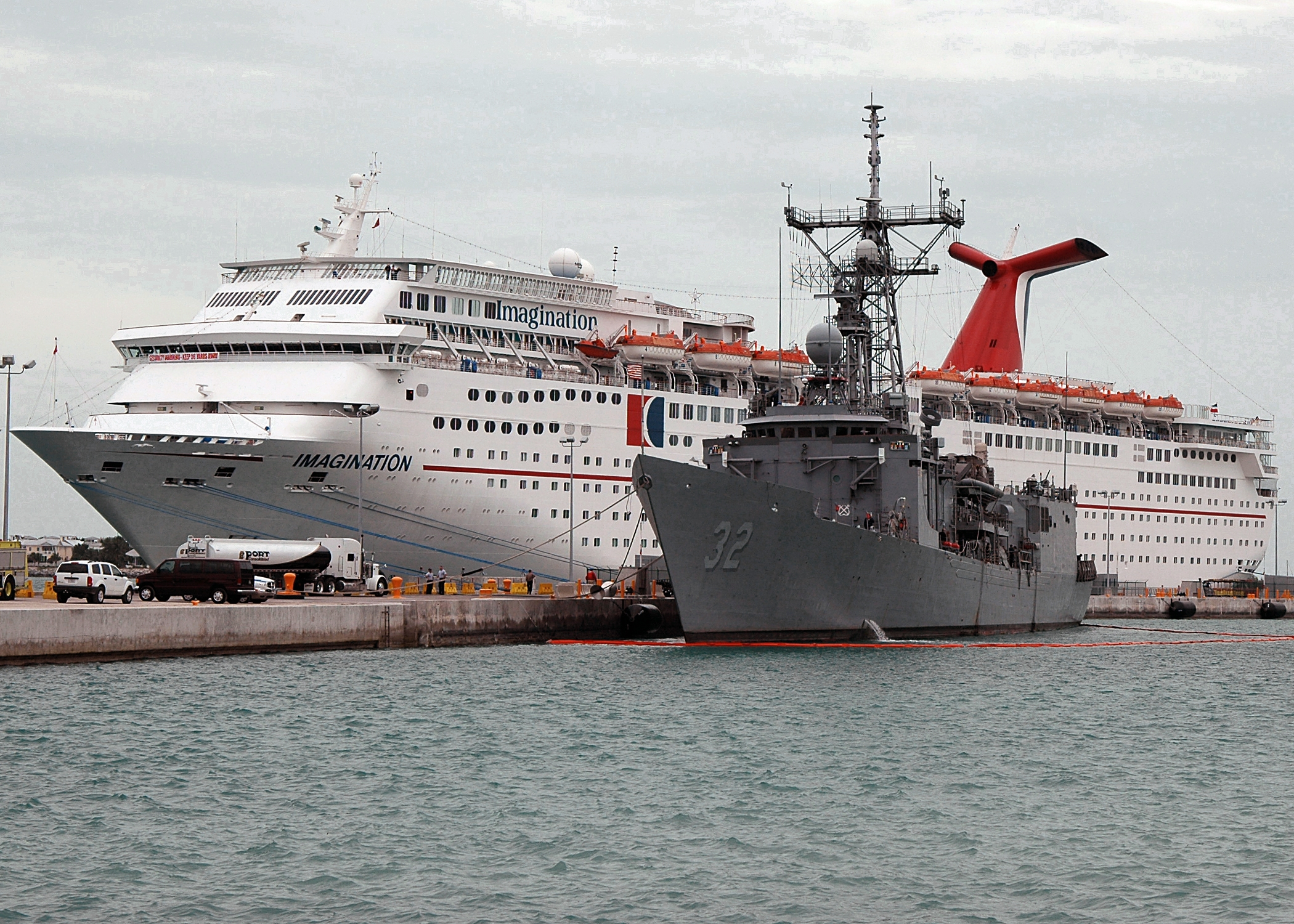
Imagination
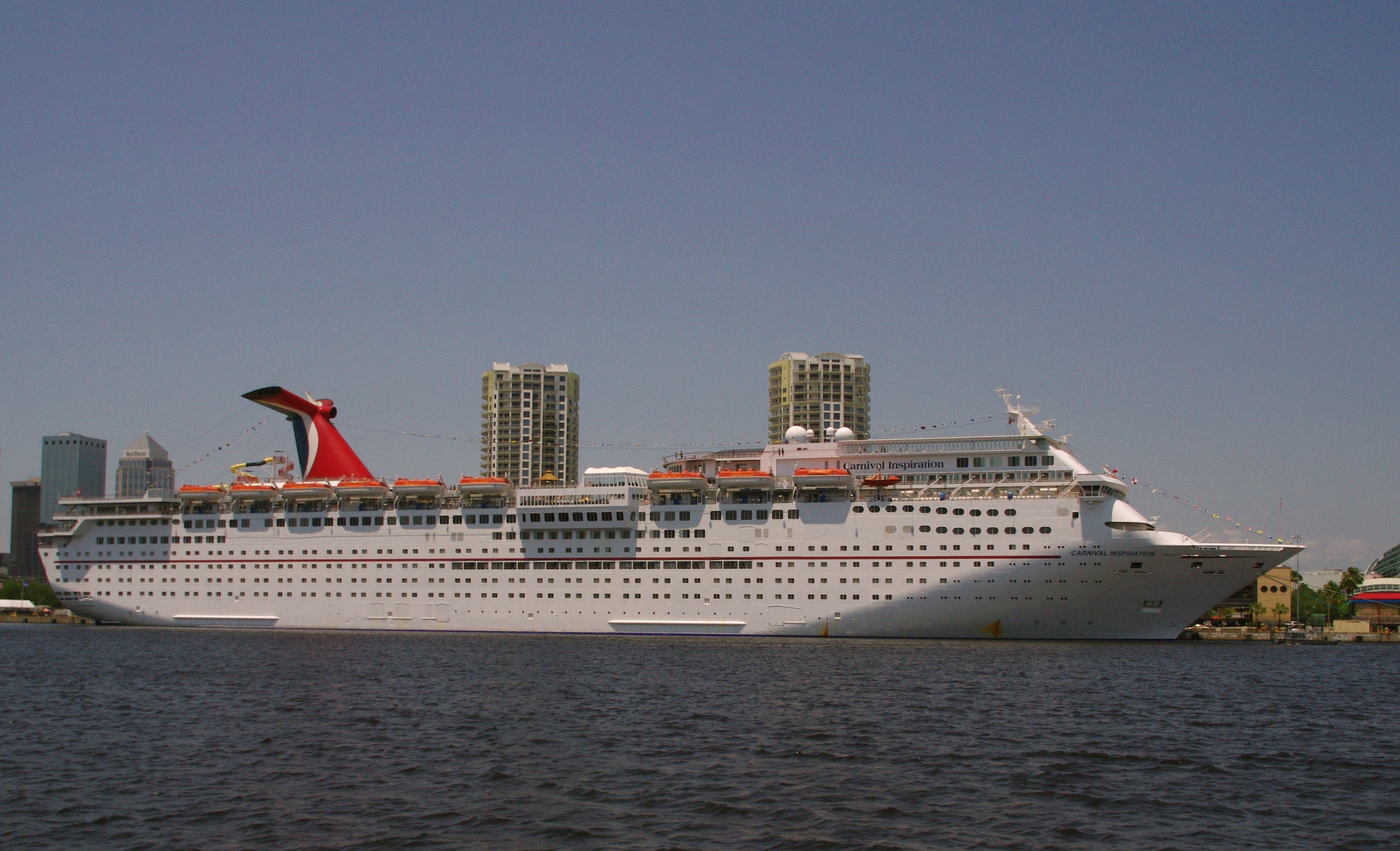
Inspiration, hier bereits als Carnival Inspiration
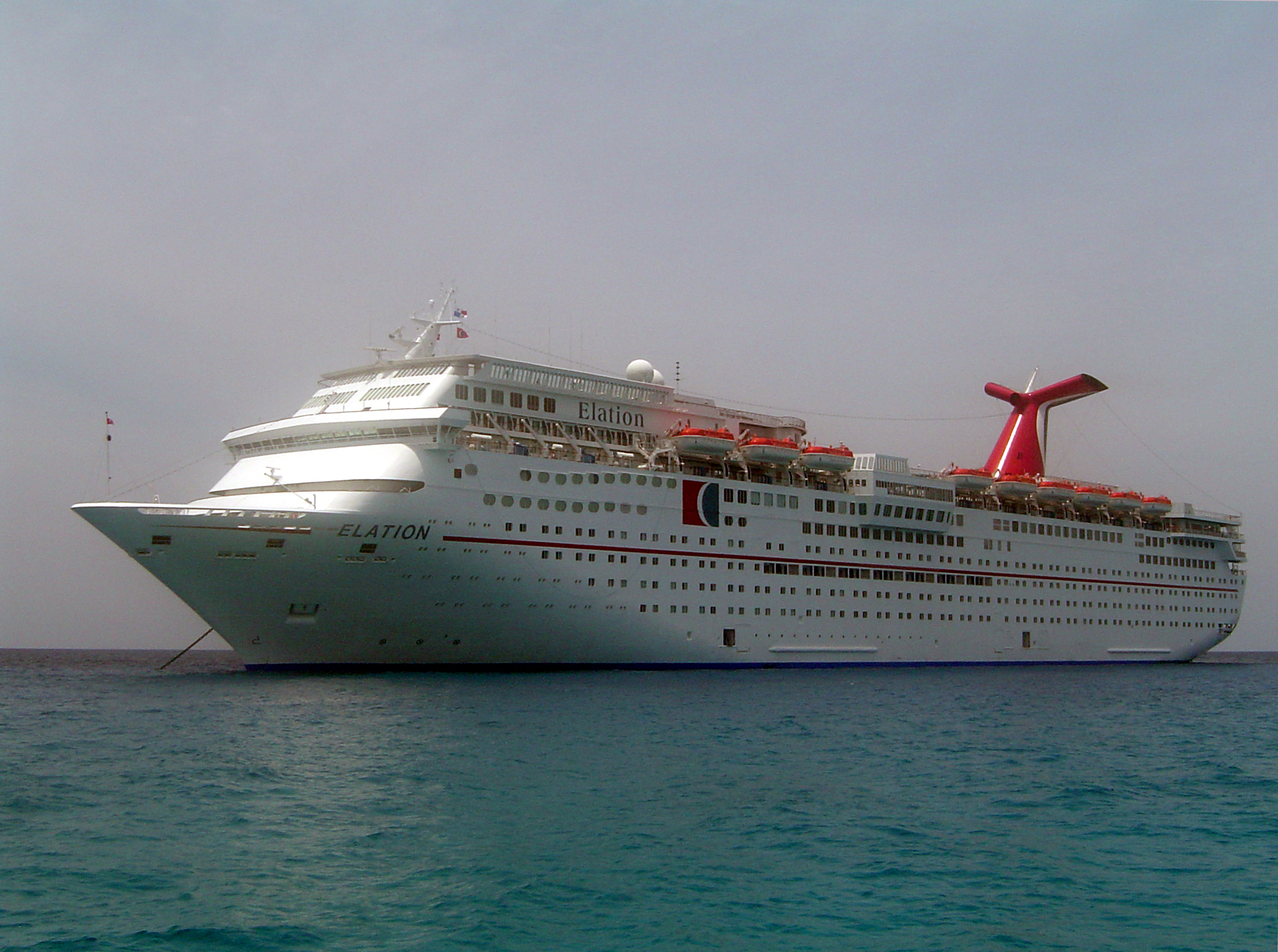
Elation
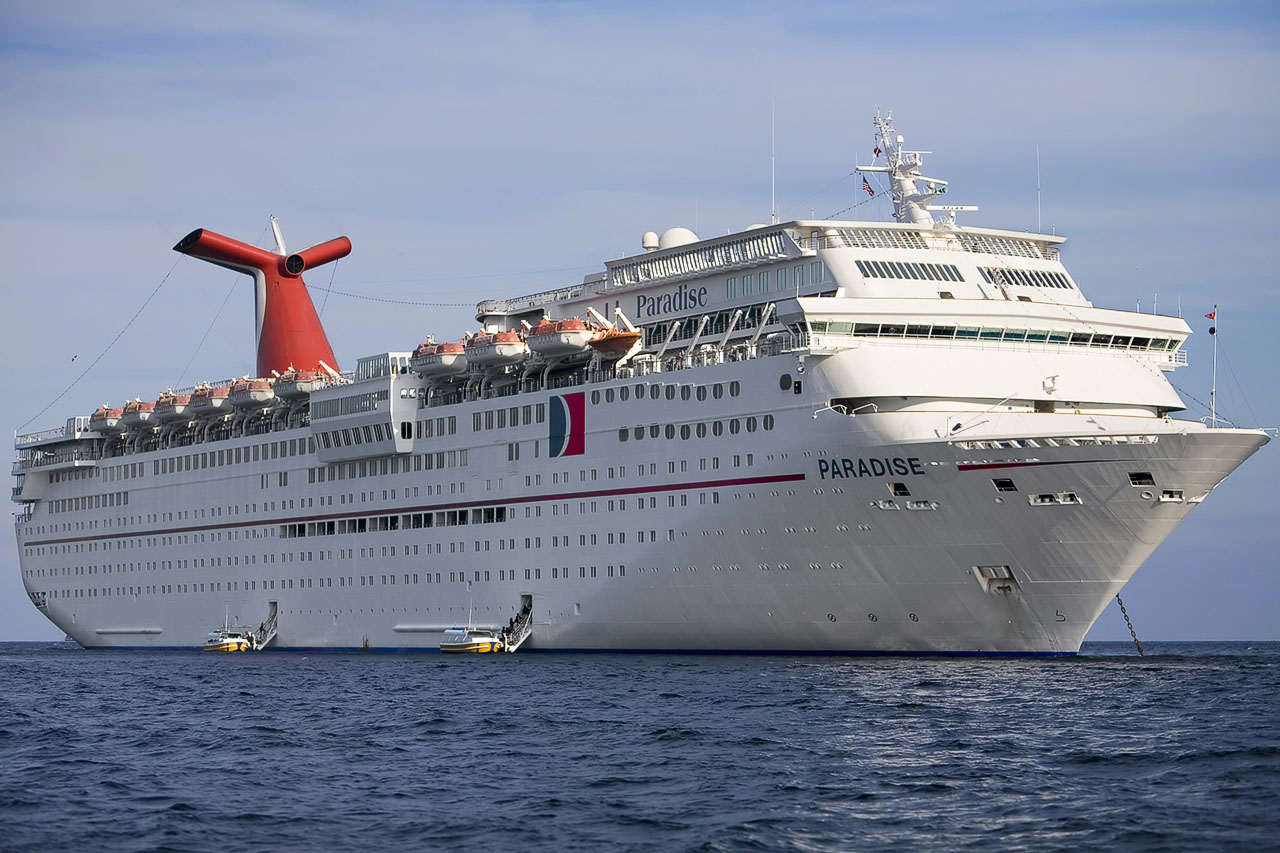
Paradise